# عمر ريكيلمي
عمر ريكيلمي (بالإسبانية: Omar Riquelme)‏ هو لاعب كرة قدم ومدرب كرة قدم تشيلي، ولد في 18 أبريل 1985 في سانتياغو في تشيلي. لعب مع نادي كوكيمبو أونيدو.

## وصلات خارجية
- عمر ريكيلمي على موقع قاعدة بيانات كرة القدم.إي يو (الإنجليزية)
- عمر ريكيلمي على موقع Soccerway.com (الإنجليزية)